# Tachina qingzangensis
Tachina qingzangensis là một loài ruồi trong họ Tachinidae.